# Berberis multispinosa
Berberis multispinosa är en berberisväxtart som beskrevs av V. Zapr.. Berberis multispinosa ingår i släktet berberisar, och familjen berberisväxter. Inga underarter finns listade i Catalogue of Life.